# Kunsthalle Gießen
Die Kunsthalle Gießen (Eigenschreibweise KUNSTHALLE GIESSEN) ist eine Institution für zeitgenössische Kunst der Universitätsstadt Gießen in Mittelhessen.

## Konzeption und Geschichte
Die Kunsthalle wurde mit ihrer Ausstellungsfläche im Neubau des Kulturrathauses der Stadt – ebenso wie ein Konzertsaal, die Stadtbibliothek und das Stadtarchiv – von Anfang eingeplant. Sie löste die bisherige 340 m² große Kunsthalle ab, die innerhalb der Kongresshalle auf der gegenüberliegenden Seite des Berliner Platzes liegt.
Als Ort für Wechselausstellungen ohne eigene Sammlung präsentiert die Kunsthalle Gießen auf über 400 m² zeitgenössische Kunst. Es wird jeweils ein Begleitprogramm für verschiedene Zielgruppen angeboten.
Seit Mai 2017 ist die Kunsthistorikerin Dr. Nadia Ismail Direktorin der Kunsthalle. Von der Eröffnung im Juni 2009 bis Juni 2015 war Ute Riese Kuratorin der Kunsthalle Gießen. Von Juli 2015 bis April 2018 übernahm die Geschäftsführung die Leiterin des Gießener Kulturamtes, Simone Maiwald. Unter Maiwalds Leitung wurden verschiedene Kuratoren mit der Durchführung von Ausstellungen beauftragt.
2019 feierte die Kunsthalle mit zahlreichen Kooperationen ihr zehnjähriges Bestehen.
Nach umfangreichen Renovierungsarbeiten (Erneuerung der Lüftungsanlage und Verlegung des Eingangs in Richtung Berliner Platz) eröffnete die Kunsthalle im April 2023 wieder.

## Ausstellungen
- 2025 Céline Ducrot und Cathrin Hoffmann: Hardest Kinds of Soft, April – Juli 2025
- 2024 Raphaela Vogel. Die Dressur des Raumes: Zikkurat der toten Winkel. November 2024 – März 2025
- 2024 Rachel Maclean. Mama Mimi Duck, Juli – Oktober 2024
- 2023 Emma Talbot. A Journey You Take Alone, Dezember 2023 – April 2024
- 2023 Sibylle Ruppert. Dancing in Darkness, Juli – Oktober 2023 (Kunsthalle Gießen in Kooperation mit der Kulturkirche St. Thomas Morus Gießen)
- 2023 Mary-Audrey Ramirez. Forced Amnesia, April – Juni 2023 (Kunsthalle Gießen in Kooperation mit dem Casino Luxembourg – Forum d’Art Contemporain)
- 2022 EXBODIMENT. Performance-Reihe mit Skip Arnold, Rocío Boliver, Kurt Johannessen, Tokio Maruyama, Sinéad O’Donnell, Morgan O’Hara, Nigel Rolfe und Julie Andrée T. Kuratiert von Tarika Johar in Kollaboration mit dem International Performance Art Archive BLACK KIT | DIE SCHWARZE LADE, Juli – Oktober 2022[8]
- 2022 Julia Scher. Planet Greyhound, Februar – Mai 2022
- 2021 Studio Beisel. St. Beisel, Oktober 2021  – Januar 2022[9][10] (Erste Institutionelle Einzelausstellung des Künstlerduos in Deutschland)
- 2021 Louisa Clement. Double Bind, Mai – September 2021
- 2021 INSIDEOUT. #1 Raphaela Vogel, #2 Veit Laurent Kurz, #3 CargoCult, Ausstellungsreihe im Schaufenster der Kunsthalle mit monatlich wechselnden künstlerischen Positionen, Februar – April 2021
- 2020 Christian Eisenberger. Cola Bier Ente Herr Tee 9975-15413-32682, Oktober – Dezember 2020
- 2020 Turning Points. Werke aus der Sammlung von Kelterborn, August – Oktober 2020
- 2020 Hélène Delprat. „WITH MY VOICE I’M CALLING YOU“, März – Juli 2020 (Erste Institutionelle Einzelausstellung der Künstlerin in Deutschland)
- 2019 FORT. Undercover, Dezember 2019 – Februar 2020 (Kunsthalle in Kooperation mit der Hessischen Kulturstiftung)
- 2019 Matthew Cowan. The Scream of the Strawbear, September – November 2019 (Kunsthalle Gießen in Kooperation mit dem Oberhessischen Museum)
- 2019 IN / BETWEEN. Performancefestival, August 2019 (Kunsthalle Gießen in Kooperation mit dem Institut für Angewandte Theaterwissenschaft der Justus-Liebig-Universität Gießen und dem Neuen Kunstverein Gießen)
- 2019 Katja Stuke und Oliver Sieber. Sequence as a Dialogue, Juni – August 2019
- 2019 Uwe Henneken. Always Returning, März – Mai 2019
- 2018 Tobias Hantmann. Staying with the Pictures, Dezember 2018 – Februar 2019
- 2018 Thomas Zipp. A PRIMER OF HIGHER SPACE (The Family of Man revisited), September – November 2018
- 2018 Heiner Goebbels. Landschaftsstücke / Landscape Plays, Juni – August 2018
- 2018 Anna Gaskell. Hide and Seek, Januar – April 2018 (Erste Institutionelle Einzelausstellung der Künstlerin in Deutschland)
- 2017 Jetzt kommen wir auf den Teppich zurück, September – November 2017
- 2017 Sandra Mann. Büchsenlicht, Mai – Juli 2017
- 2017 Mirjam Kuitenbrouwer. Schwellengeschichten, November 2016 – Februar 2017
- 2016 Stefan Müller. Der Unzulänglichkeit schönste Konsequenzen, Juli – Oktober 2016
- 2016 Knut Eckstein. ontheway, März – Mai 2016
- 2015 Jörg Sasse. Relationen, Oktober 2015 – Januar 2016
- 2015 Dieter Krieg. arme sau. Bilder, Juli – Oktober 2015
- 2015 Katharina Sieverding. April – Juni 2015
- 2015 Henriette Grahnert, Nadin Maria Rüfenacht. Surreale Collagen und ironische Abstraktion, Februar – März 2015
- 2014 Juul Kraijer. November 2014 – Februar 2015
- 2014 Hiroyuki Masuyama. Storm, September – Oktober 2014
- 2014 Per Kirkeby. Mai – August 2014
- 2014 Philipp Hennevogl, Frank Lippold, Annette Schröter. Linolschnitt, Holzschnitt, Papierschnitt, Februar – März 2014
- 2013 Detlef Beer. Ohne Titel, September 2013 – Januar 2014
- 2013 Anna Viebrock. Im Raum und aus der Zeit-Bühnenbild als Architektur, April – Juli 2013
- 2013 Jan Albers. Up & Down, Februar – März 2013
- 2012 Lori Hersberger. Heroic Nihilism, Oktober 2012 – Januar 2013
- 2012 Jan Schüler und Saskia Schüler. Heimspiel, Mai – August 2012
- 2012 Mariella Mosler. Semiglot, Januar – April 2012
- 2011 Johannes Spehr. Windeinschlag/Siedeln in den Lüften, Oktober – Dezember 2011
- 2011 Hiroyuki Masuyama. 1000 Blumen, Juli – September 2011
- 2011 Rosa Loy. Manna, März – Juni 2011
- 2010 Gerhard Merz. Granit, November 2010 – März 2011
- 2010 Gunilla Jähnichen. Don´t touch my pet, September – November 2010
- 2010 Trevor Paglen. A Compendium of Secrets, Mai – August 2010
- 2010 Tim Berresheim und Markus Oehlen. Radieschen und Erdnuss (eine gemeinsame Erklärung), März – Mai 2010
- 2009 Anke Doberauer. Malerei, Oktober 2009 – Januar 2010

## Publikationen
- 2025 Raphaela Vogel and The Fist Fuckers – Vergleiche Vergleichen (in Zusammenarbeit mit CAC-Synagoge de Delme)
- 2024 Mary-Audrey Ramirez, Forced Amnesia (Monografie  der Künstlerin anlässlich ihrer Ausstellungen in der Kunsthalle Giessen und dem Casino Luxembourg.)
- 2023 Julia Scher. R.S.I.
- 2022 Christian Eisenberger. Cola, Bier, Ente, Herr, Tee / Coke, beer, duck, Mr, tea (Katalog zur Ausstellung)
- 2021 Louisa Clement. Representative (Katalog zur Ausstellung)
- 2020 Thomas Zipp. A23. Monografie des Künstlers, welche die letzten 20 Jahre seines Schaffens dokumentiert.
- 2020 Uwe Henneken. Always Returning (Katalog zur Ausstellung)
- 2019 Katja Stuke und Oliver Sieber. Sequence as a Dialogue (Katalog zur Ausstellung)
- 2019 Tobias Hantmann. Staying with the Pictures (Katalog zur Ausstellung)
- 2018 Anna Gaskell. Hide and Seek (Katalog zur Ausstellung)
- 2017 Knut Eckstein. too common (Katalog zur Ausstellung)
- 2017 Mirja Kuitenbrouwer. Schwellengeschichten (Katalog zur Ausstellung)
- 2016 Stefan Müller. Der Unzulänglichkeit schönste Konsequenz (Katalog zur Ausstellung)
- 2015 Katharina Sieverding (Katalog zur Ausstellung)
- 2014 Per Kirkeby (Katalog zur Ausstellung)
- 2013 Jan Albers. Up and Down (Katalog zur Ausstellung)
- 2012 Mariella Mosler. Semiglot (Katalog zur Ausstellung)
- 2011 Johannes Spehr. Siedeln in den Lüften (Katalog zur Ausstellung)
- 2011 Hiroyuki Masuyama. 1000 Blumen (Katalog zur Ausstellung)
- 2011 Rosa Loy. Manna (Katalog zur Ausstellung)
- 2010 Gerhard Merz (Katalog zur Ausstellung)
- 2010 Trevor Paglen. A Compendium of Secrets (Katalog zur Ausstellung)
- 2010 Tim Berresheim, Markus Oehlen. Radieschen und Erdnuss (Katalog zur Ausstellung)
- 2009 Anke Doberauer. Malerei (Katalog zur Ausstellung)